# Jasminum mesnyi
Il gelsomino primulino (Jasminum mesnyi Hance, 1882) è una pianta rampicante appartenente alla famiglia delle Oleaceae.

## Descrizione
La pianta ha fusti angolosi e legnosi e foglie semipersistenti trifogliolate verdi.
I fiori sono giallo chiari e possono essere doppi, semidoppi e semplici. Fiorisce da marzo a maggio.

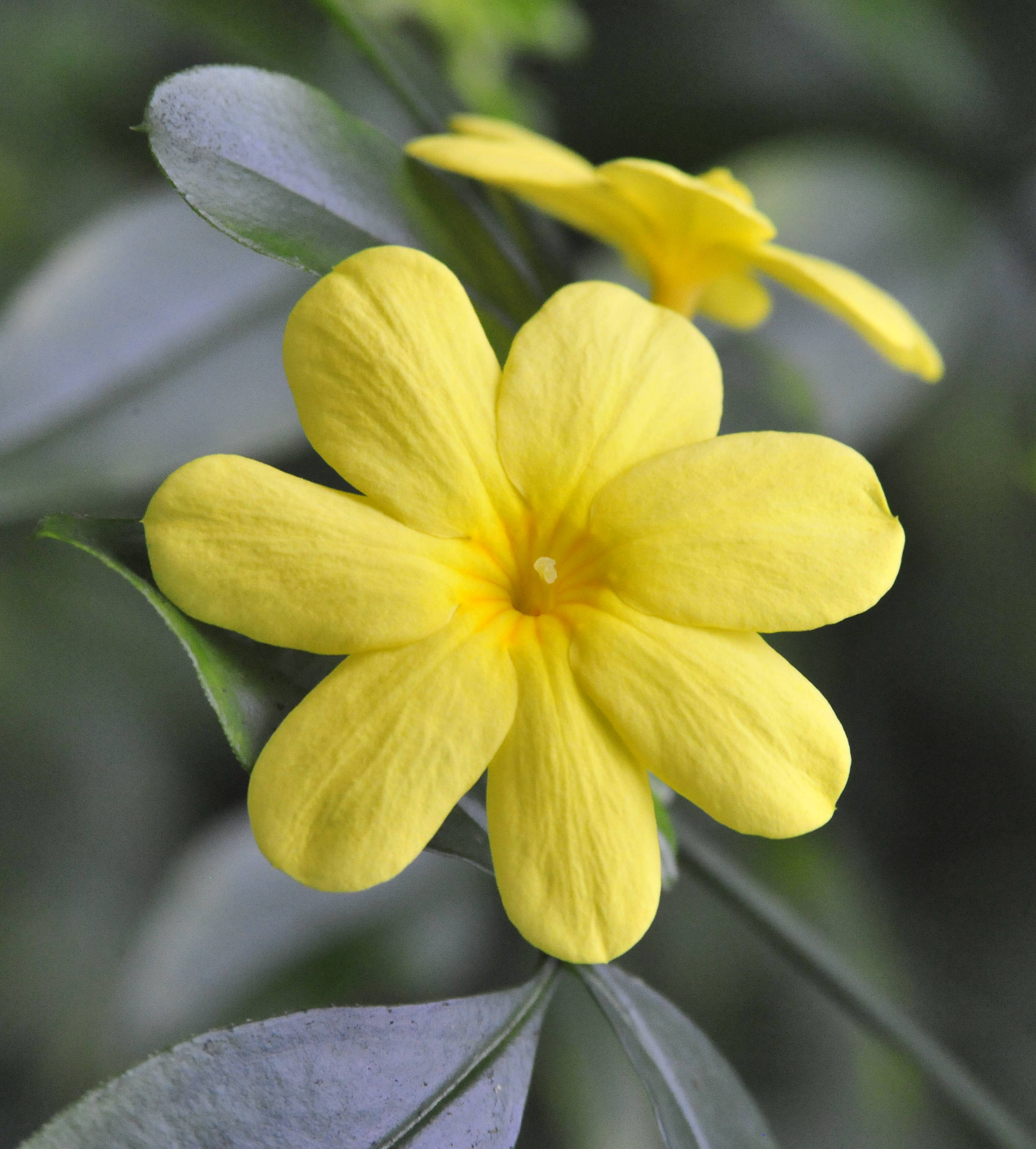
Fiore singolo
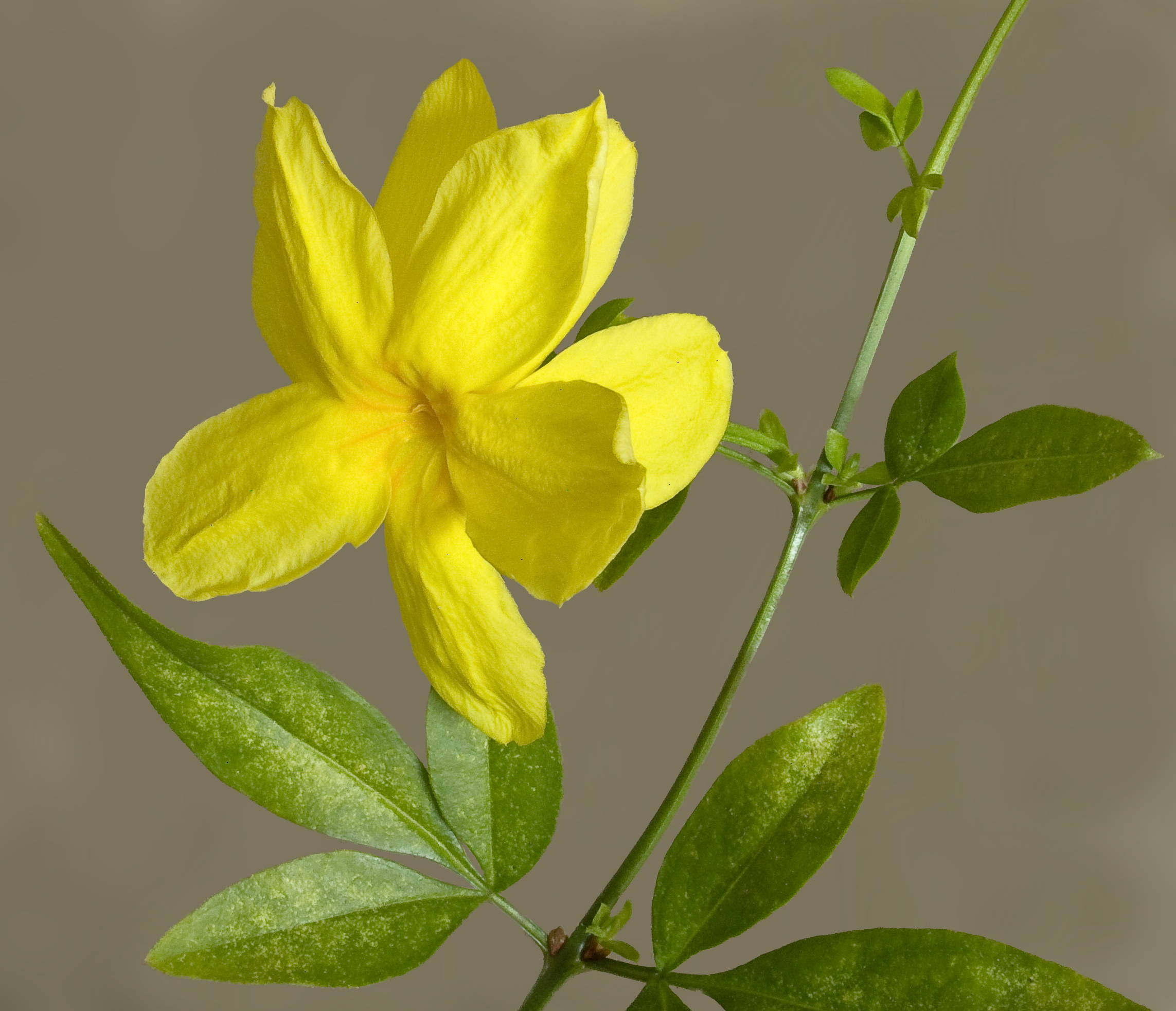
Semidoppio
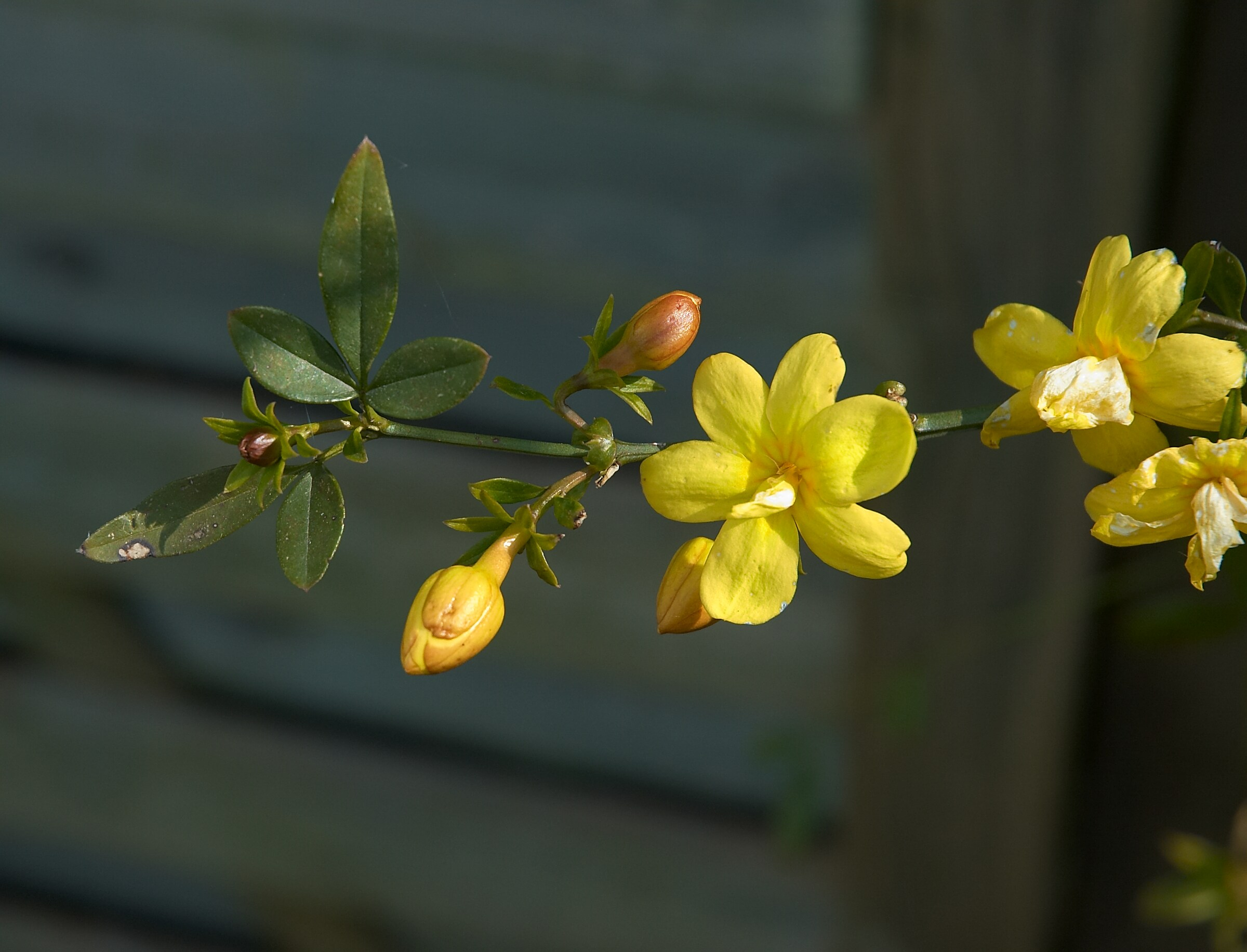
A fiore doppio

## Distribuzione e habitat
L'areale di questa specie è ristretto alla Cina meridionale e al Vietnam.

## Galleria d'immagini

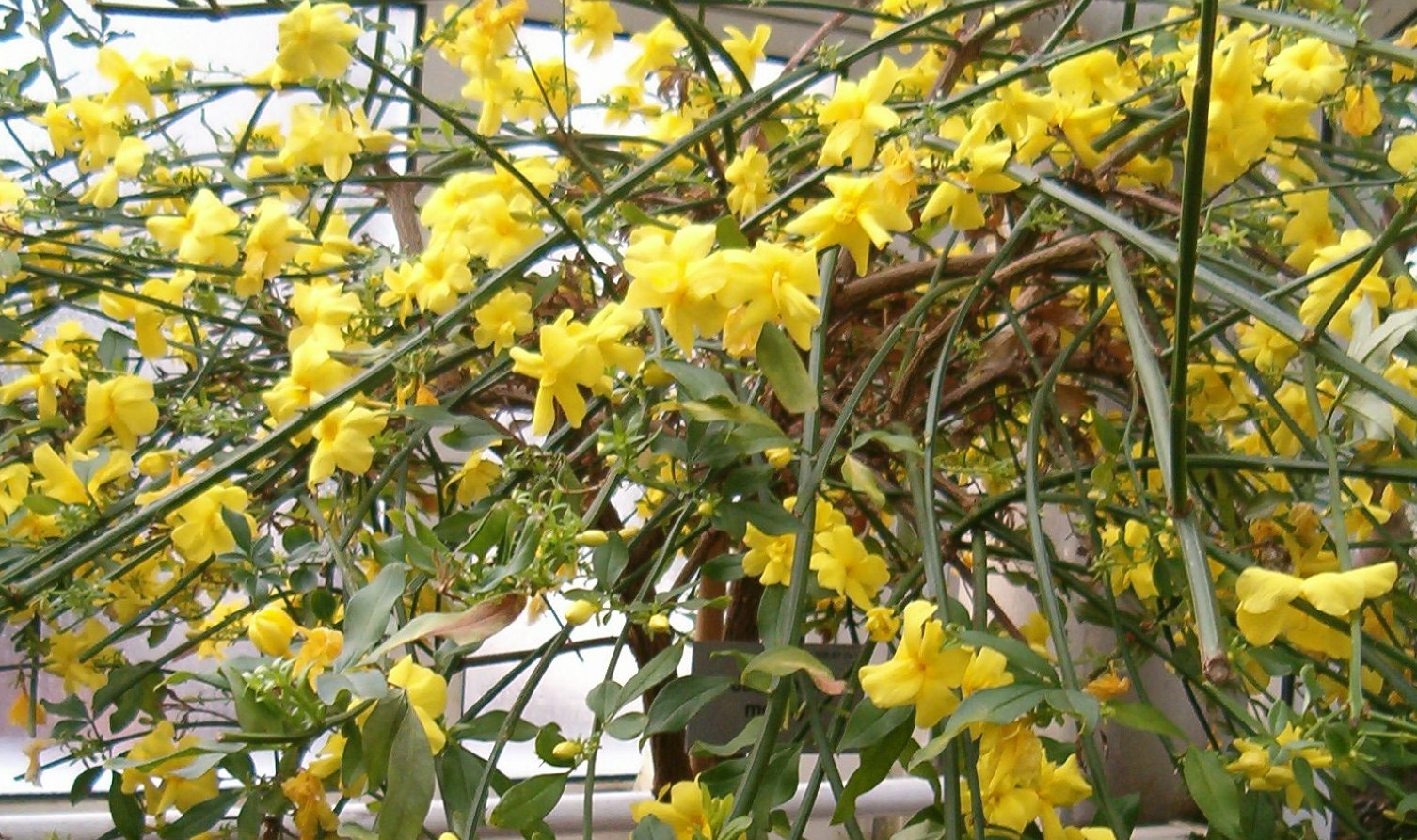
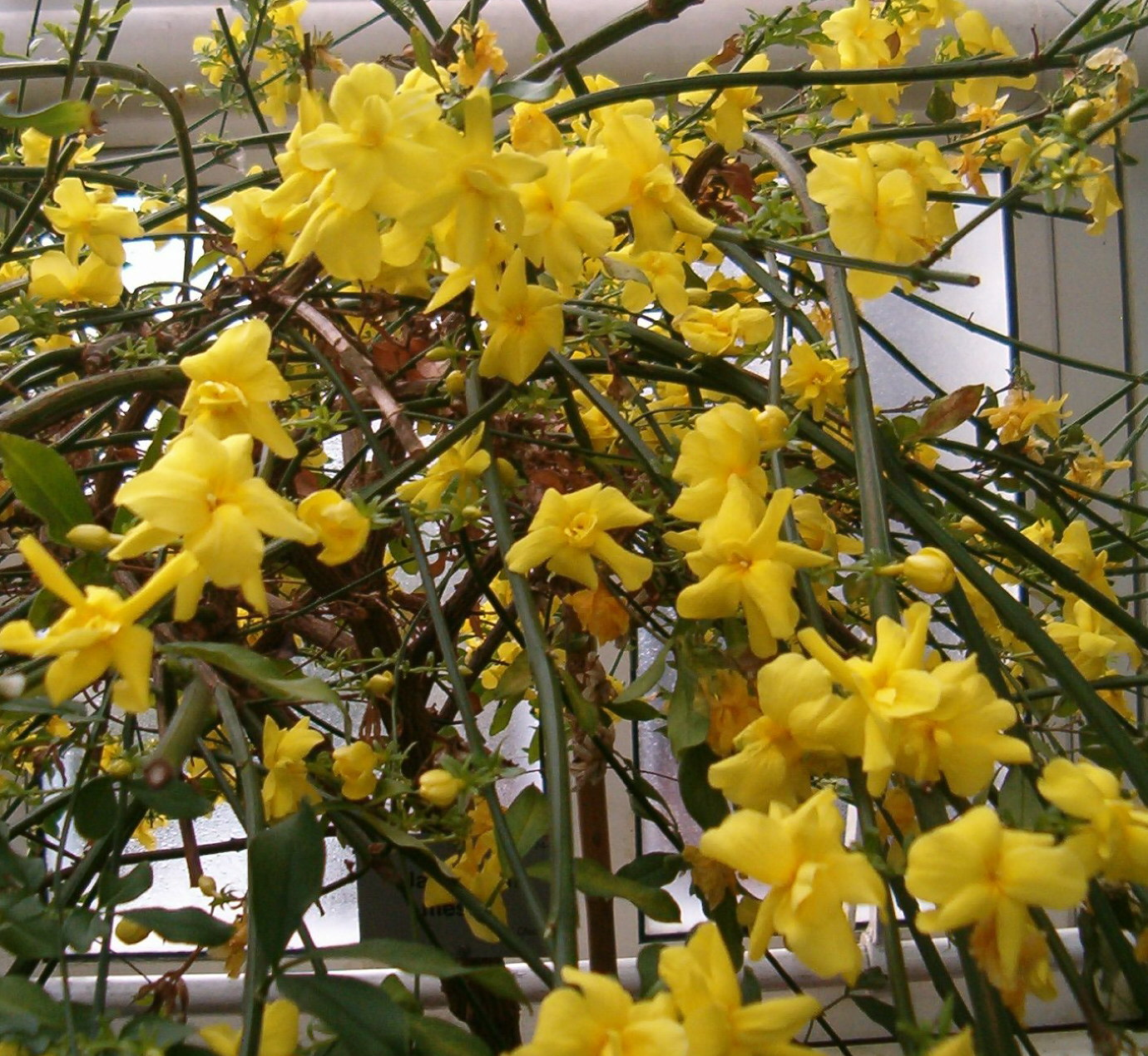
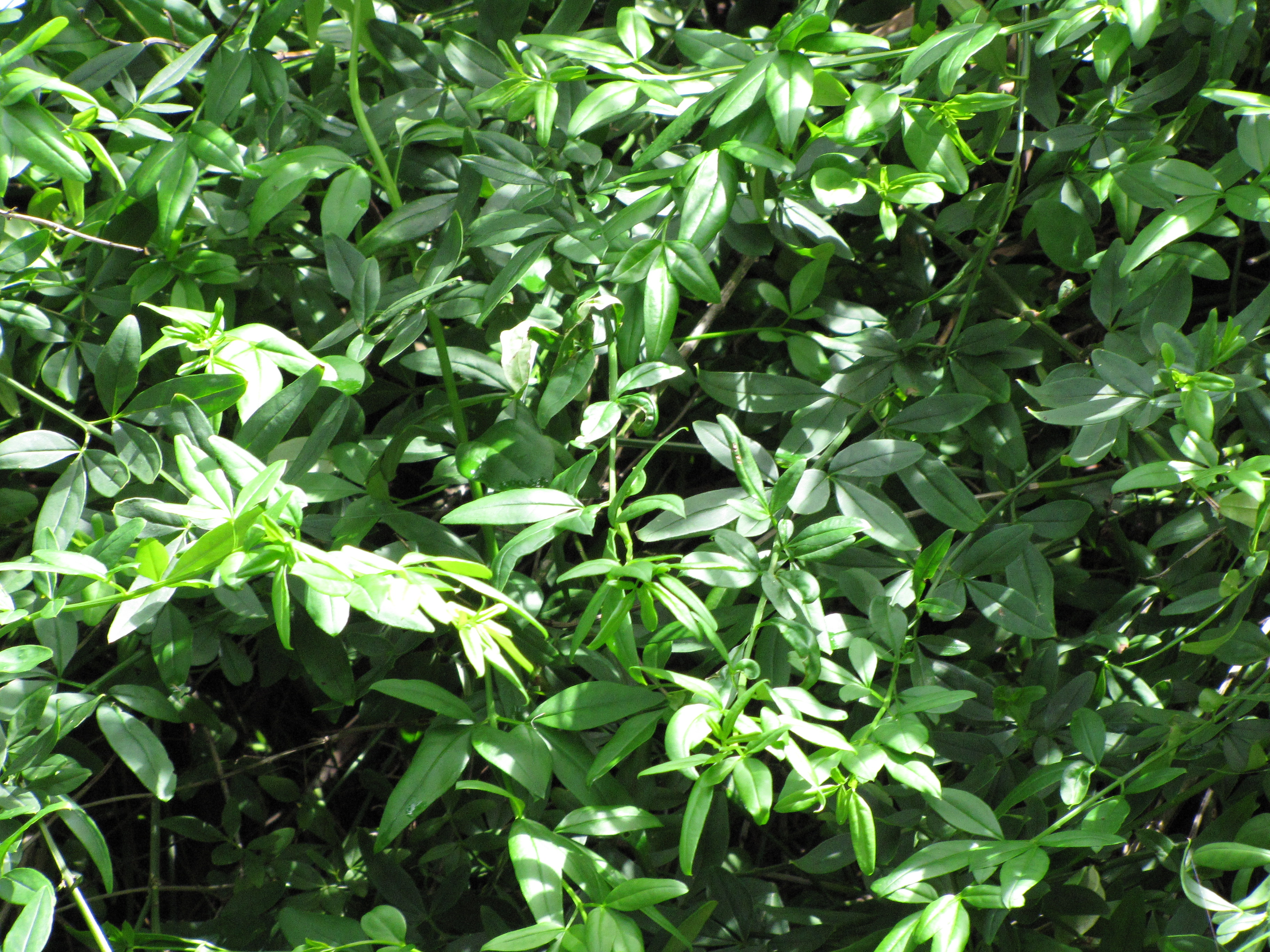
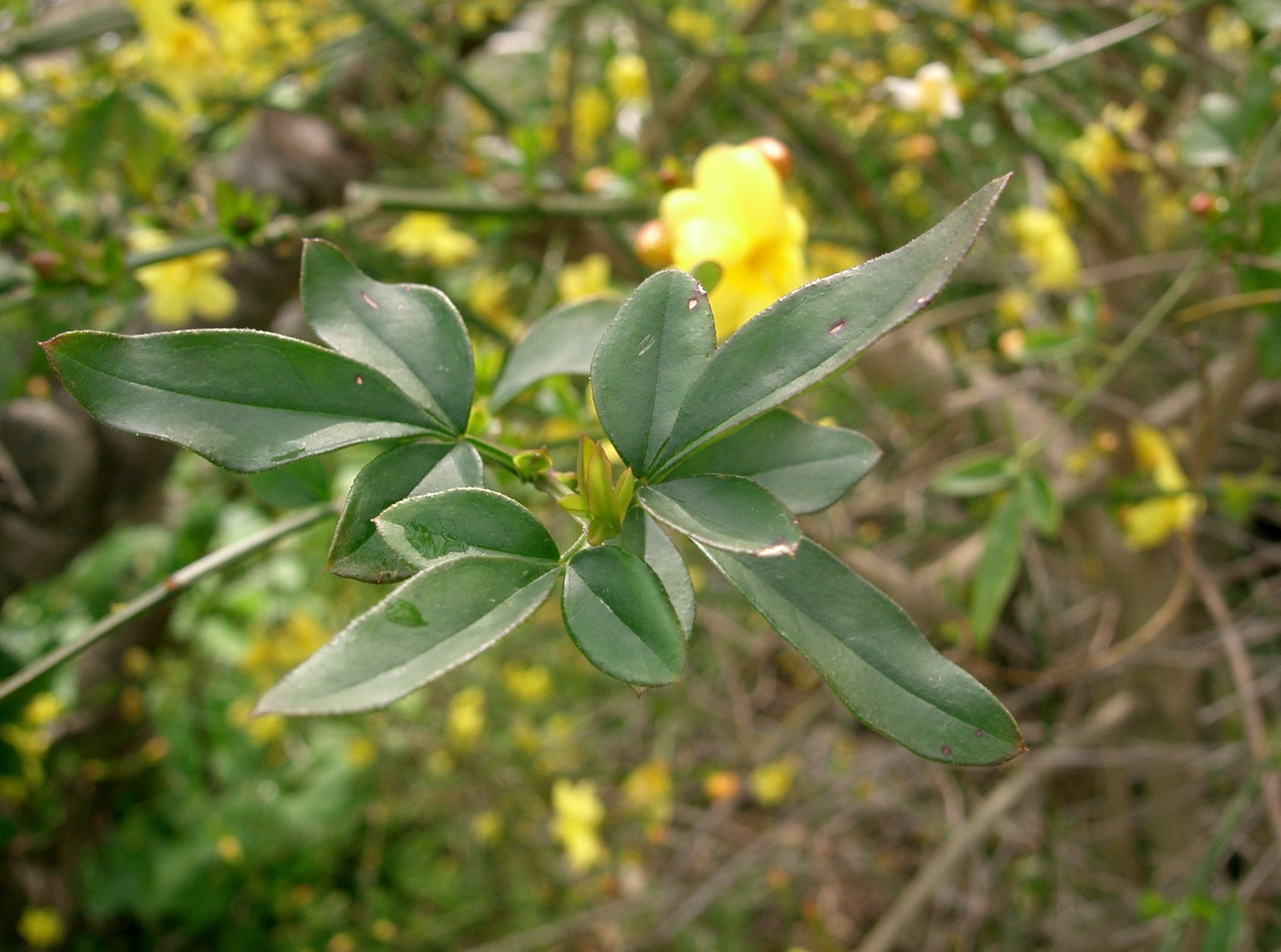